# Marin Rozić
Marin Rozić (Mostar, 14 febbraio 1983) è un ex cestista croato.
Alto 202 cm, giocava come ala.

## Carriera
Con la Croazia ha disputato i Giochi olimpici di Pechino 2008 e due edizioni dei Campionati europei (2007, 2009).

## Palmarès
- Campionato croato: 6

Cibona Zagabria: 2005-06, 2006-07, 2008-09, 2011-12, 2012-13, 2018-19
- Coppa di Croazia: 2

Cibona Zagabria: 2009, 2013
- Lega Adriatica: 1

Cibona Zagabria: 2013-14